# Bruno Gröning
Bruno Gröning (ur. 30 maja 1906 w Oliwie jako Bruno Grönkowski, zm. 26 stycznia 1959 w Paryżu) – niemiecki uzdrowiciel duchowy. Popularny w Niemczech po zakończeniu II wojny światowej na przełomie lat czterdziestych i pięćdziesiątych.

## Życiorys
Urodził się w Oliwie jako czwarte z siedmiu dzieci Margarethe Grönkowski i robotnika budowlanego Augusta Grönkowskiego. W młodości wiele razy zmieniał szkoły i imał się różnych zajęć (kupiectwo, stolarstwo, cukiernictwo, pracownik poczty). W czasie wojny pracował w fabryce Siemensa jako elektromonter, a przed jej rozpoczęciem w roku 1936 wstąpił do NSDAP. Grönkowski ożenił się z Gertrudą Cohn, z którą miał dwóch synów. Harald (ur. 1930) zmarł w 1939 z powodu choroby serca, a Günther (ur. 1940) na zapalenie płuc.
Bruno Gröning w 1943 roku został powołany do Wehrmachtu, w 1944 został ranny, a rok później dostał się do sowieckiej niewoli. Został zwolniony po miesiącu i po spotkaniu z żoną udał się do Dillenburga. Zyskał sławę jako uzdrowiciel, dzięki rzekomemu wyleczeniu chłopca, który nazywał się Dieter Hulsmanna. Między marcem a czerwcem 1949 roku przebywał w rezydencji Hulsmannów w Herford, gdzie jednego dnia przybyło 5 tysięcy osób. Po tym wydarzeniu władze landu Północnej Nadrenii Westfalii wydały mu zakaz udzielania porad i nauczania. Po tym fakcie Bruno Gröning przeniósł się do Traberhof k. Rosenheim, gdzie we wrześniu 1949 roku w ciągu jednego dnia przybyło 30000 osób.
W 1955 roku rozwiódł się z żoną i ożenił się z Francuzką Josette Dufossé.
W kolejnych latach działał jako wędrowny kaznodzieja. Nie posiadał uprawnień do wykonywania zawodu lekarza, jednak wielokrotnie udzielał porad pseudomedycznych, co skutkowało tym, że był kilkukrotnie zatrzymywany i sądzony. W 1956 został aresztowany i oskarżony o przyczynienie się do śmierci Ruth Kuhfuß, która zmarła po jego zabiegach i odstawieniu przepisanych jej przez lekarzy leków. W 1957 został skazany na karę grzywny, a rok później na karę 6 miesięcy pozbawienia wolności. Sam zainteresowany wniósł apelację, jednak zmarł na raka przed wydaniem prawomocnego wyroku.
Grób Bruno Gröninga jest miejscem spotkań sympatyków jego rzekomo uzdrowicielskich idei. W 1958 roku założono stowarzyszenie na jego cześć „Verein zur Förderung seelisch-geistiger und natürlicher Lebensgrundlagen in Deutschland e.V.”